# Festuca flavescens
Festuca flavescens là một loài thực vật có hoa trong họ Hòa thảo. Loài này được Bellardi mô tả khoa học đầu tiên năm 1793.